# Mecanismo flexível

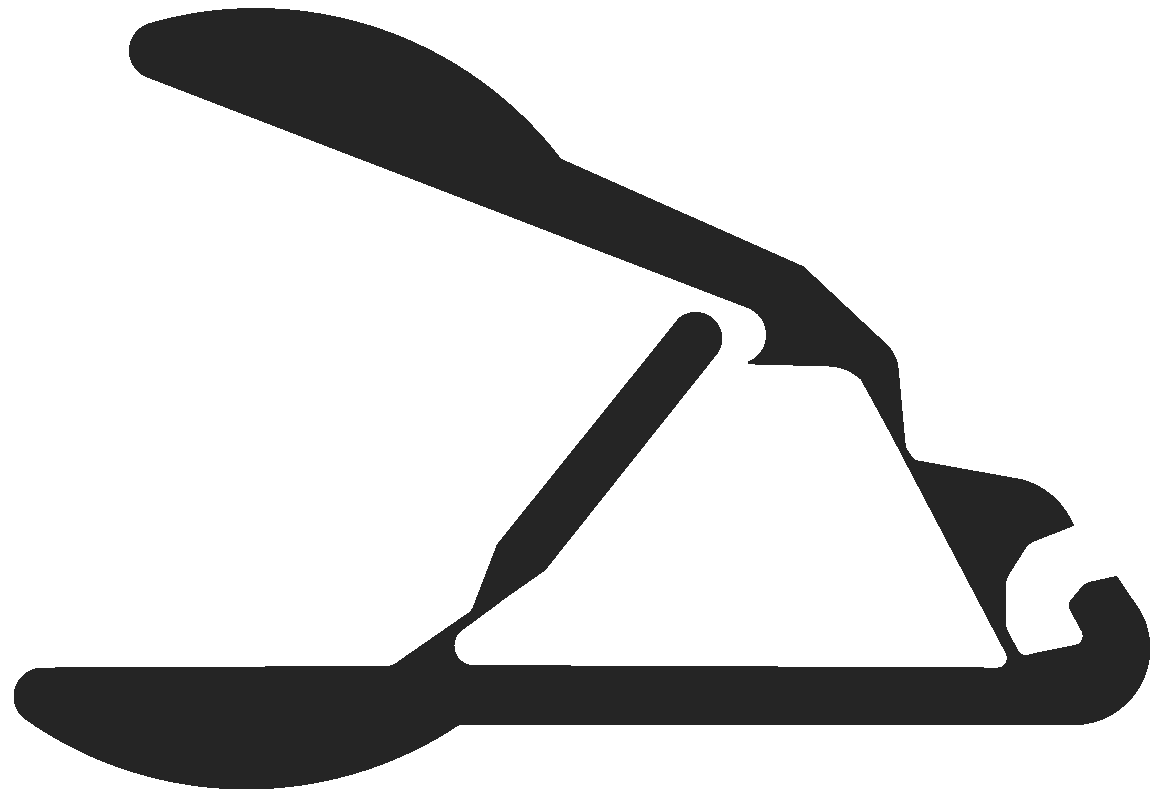
Mecanismo de alicate flexível

Na engenharia mecânica, um mecanismo flexível é um mecanismo que apresenta movimento devido a flexibilidade relativa de seus membros, e não apenas com as articulações de corpo rígido. Estas podem ser estruturas monolíticas (peça única) ou sem juntas. Alguns dispositivos comuns que usam mecanismos flexíveis são travas de mochila, clipes de papel e cortadores de unhas. Um dos exemplos mais antigos de uso de estruturas flexíveis é o arco e flecha.

## Métodos de design
Os mecanismos flexíveis são geralmente projetados usando duas técnicas:

### Abordagem cinemática
A análise cinemática pode ser usada para projetar um mecanismo flexível criando um modelo de corpo pseudo-rígido do mecanismo. Neste modelo, os segmentos flexíveis são modelados como ligações rígidas conectadas a juntas de rotação com molas de torção. Outras estruturas podem ser modeladas como uma combinação de elos rígidos, molas e amortecedores.

### Abordagem de otimização estrutural
Neste método, métodos computacionais são usados para otimização da topologia da estrutura. A carga esperada e o movimento desejado e a transmissão de força são inseridos e o sistema é otimizado para peso, precisão e tensões mínimas. Métodos mais avançados primeiro otimizam a configuração de ligação subjacente e, em seguida, otimizam a topologia em torno dessa configuração. Outras técnicas de otimização enfocam a otimização da topologia das juntas de flexão tomando como entrada um mecanismo rígido e substituindo todas as juntas rígidas por juntas de flexão otimizadas. Para prever o comportamento da estrutura, a análise de tensão por elemento finito é feita para encontrar deformações e tensões em toda a estrutura.
Outras técnicas estão sendo concebidas para projetar esses mecanismos. Os mecanismos complacentes fabricados em um plano que têm movimento emergente do referido plano são conhecidos como mecanismos emergentes de lâmina (LEMs).

## Vantagens
Estruturas flexíveis são frequentemente criadas como uma alternativa a mecanismos semelhantes que usam várias partes. Existem duas vantagens principais no uso de mecanismos flexíveis:
- Baixo custo: um mecanismo flexível geralmente pode ser fabricado em uma única estrutura, o que é uma simplificação dramática no número de peças necessárias.[2] Uma estrutura flexível com uma única peça pode ser fabricada por meio de moldagem por injeção, extrusão e impressão 3D, entre outros métodos. Isso torna a fabricação relativamente barata e acessível.[3]

- Melhor eficiência: os mecanismos flexíveis não sofrem de alguns problemas que afetam os mecanismos de vários corpos, como folga ou desgaste da superfície. Devido ao uso de elementos flexíveis, os mecanismos flexíveis podem facilmente armazenar energia para ser liberada em um momento posterior ou transformada em outras formas de energia.[3]

## Desvantagens
A gama completa de um mecanismo depende do material e da geometria da estrutura; devido à natureza das articulações de flexão, nenhum mecanismo puramente complacente pode atingir o movimento contínuo, como encontrado em uma articulação normal. Além disso, as forças aplicadas pelo mecanismo são limitadas às cargas que os elementos estruturais podem suportar sem falhar. Devido ao formato das juntas de flexão, elas tendem a ser locais de concentração de tensões. Isso, aliado ao fato de que os mecanismos tendem a realizar movimentos cíclicos ou periódicos, pode causar fadiga e eventual rompimento da estrutura. Além disso, como parte ou toda a energia de entrada é armazenada na estrutura por algum tempo, nem toda essa energia é liberada de volta como desejado. No entanto, esta pode ser uma propriedade desejável para adicionar amortecimento ao sistema.

## Usos
Alguns dos usos mais antigos de estruturas flexíveis datam de vários milênios. Um dos exemplos mais antigos é o arco e flecha. Alguns projetos de catapultas também faziam uso da flexibilidade do braço para armazenar e liberar energia para lançar o projétil a distâncias maiores. Atualmente, os mecanismos flexíveis são usados em uma variedade de campos, como estruturas adaptativas e dispositivos biomédicos. Mecanismos flexíveis podem ser usados para criar mecanismos auto-adaptativos, comumente usados na robótica para agarrar objetos. Uma vez que os robôs exigem alta precisão e têm alcance limitado, tem havido uma extensa pesquisa em mecanismos de robôs flexíveis. os sistemas microeletromecânicos (MEMS) são uma das principais aplicações dos mecanismos flexíveis. Os MEMS se beneficiam da falta de montagem necessária e da forma plana simples da estrutura, que pode ser facilmente fabricada usando fotolitografia.

## Laboratórios de pesquisa e pesquisadores
Vários laboratórios e pesquisadores estão pesquisando mecanismos flexíveis:
- Prof. Larry Howell, pesquisa sobre mecanismos flexíveis da Universidade Brigham Young[8]
- Prof. Haijun Su na Ohio State University[9][10]
- Dr. Shane Johnson do Instituto Conjunto da Universidade de Michigan, SJTU, Xangai.
- Prof. Kota, do Laboratório de Projeto de Sistemas Conformes da Universidade de Michigan[11]
- Prof. Zentner na Ilmenau University of Technology[12]
- Prof. Martin Culpepper, do Laboratório de Sistemas Flexíveis com Precisão do MIT[13]
- Prof. Just L. Herder da Delft University of Technology[14]
- Prof. Engin Tanık e Prof. Volkan Parlaktaş na Hacettepe University[15]
- Prof. Jonathan Hopkins, da Universidade da Califórnia, Los Angeles[16]
- Prof. Dannis Brouwer da Universidade de Twente, Holanda[17]
- Prof. Alexander Hasse na Chemnitz University of Technology[18]
- Prof. Jared Butler, The Pennsylvania State University, University Park